# Abdulrazak Ekpoki
Abdulrazak Mohammed Ekpoki (Kano, Nigeria, 27 de octubre de 1982) es un futbolista nigeriano, se desempeñaba como delantero. Actualmente está sin equipo, aunque ha jugado en clubes de lugares como Malasia, España, Eslovenia o Bélgica.

## Clubes
| Club                   | País      | Año         |
| ---------------------- | --------- | ----------- |
| Kano Pillars           | Nigeria   | 1997 - 1999 |
| Plateau United         | Nigeria   | 1999 - 2001 |
| Ismaily SC             | Egipto    | 2001 - 2003 |
| Negeri Sembilan        | Malasia   | 2004        |
| NK Ljubljana           | Eslovenia | 2004 - 2005 |
| Gimnàstic de Tarragona | España    | 2005 - 2006 |
| UD Vecindario          | España    | 2006 - 2007 |
| ND Gorica              | Eslovenia | 2007 - 2008 |
| KAA Gent               | Bélgica   | 2008 - 2009 |
| NK Drava Ptuj          | Eslovenia | 2009 - 2010 |
| Sông Lam Nghệ An       | Vietnam   | 2010        |

- Datos: Q2658363